# 圣额我略七世堂
圣额我略七世堂（義大利語：Chiesa di San Gregorio VII）是一座罗马天主教教堂，位于罗马的Via del Cottolengo (Via Gregorio VII)，供奉额我略七世。
该堂的堂区由庇护十二世创建于1952年，教堂建筑由Mario Paniconi 和 Giulio Pediconi建于1960-1961年。该堂由方济各会管理；地下室的石雕描绘亚西西的方济各的生平。该堂自1969年成为领衔堂区。现任領此堂區司铎銜的司鐸級枢机是印度叙利亚-玛兰卡礼天主教特里凡得琅大总教区大总主教巴塞利奥斯·克利米斯·托通克尔。

## 枢机
- 欧仁尼奥·萨勒斯（1969年－2012年）
- 巴塞利奥斯·克利米斯·托通克尔（2012年至今）